# Robert Dewilder
Robert Dewilder, né le 6 mars 1943 à Paris, est un footballeur français devenu par la suite entraîneur.
Il joue notamment comme milieu de terrain à Sochaux et Monaco.
Son fils, Éric Dewilder, est également joueur puis entraîneur professionnel.

## Palmarès

### Joueur
- Finaliste de la Coupe de France en 1967 avec le FC Sochaux
- Vice-Champion de France de Division 2 en 1971 avec l'AS Monaco

### Entraîneur
- Champion de France de Division 2 en 1990 avec l'AS Nancy-Lorraine
- Entraîneur de l'année 1990 (d'après le journal France Football)